# Juan Nepomuceno Almonte
Juan Nepomuceno Almonte (15 de maig de 1803 – 21 de març de 1869) fou un polític diplomàtic mexicà que va participar durant les guerres de la Revolució de Texas, la Intervenció Nord-americana a Mèxic i la Guerra de Reforma. També va ser el líder dels conservadors i Primer Ministre durant el Segon Imperi Mexicà.
Juan Nepomuceno Almonte va ser fill de José María Morelos y Pavón, va portar el cognom de la seva mare Almonte. Sent nen va acompanyar al seu pare en diverses batalles, en una de les quals va resultar ferit. Juan N. Almonte va ser nomenat general pel Congrés de Chilpancingo i en 1815 marxa als Estats Units en la missió que encapçala José Manuel Herrera i es queda a estudiar en Nova Orleans. Torna a Mèxic a la caiguda de Agustin de Iturbide i va exercir càrrecs diplomàtics als governs sud-americans, a Londres en 1824 i 1856, quan també va haver d'acreditar-se davant els governs d'Àustria, Espanya i posteriorment de França, on en 1859, a nom del govern conservador, en representació de l'assembleava subscriure el Tractat MonAlmonte, que Benito Pablo Juárez García no reconeixeria per considerar-ho lesiu per a Mèxic.
En política interior va ser partidari de Vicente Guerrero i després d'Antonio López de Santa Anna, a qui va acompanyar en la campanya de Texas, i amb qui participo en les batalles del Álamo i San Jacinto, en la qual va ser capturat. També va ser el Ministre de Guerra amb Anastasio Bustamante i dues vegades amb Mariano Paredes y Arrillaga, qui també li dona la cartera d'Hisenda que ocupa solament uns dies al desembre. En la dècada dels anys cinquanta participa en dos intents per imposar a Mèxic la monarquia amb suport de l'estranger, però al final de la Guerra de Reforma decideix radicar a Europa, on intervé decisivament perquè li sigui oferta la corona de Mèxic a Ferdinand Maximilian Joseph.

## Regència
En finalitzar la Guerra de Reforma, el president Benito Juárez Garcia va decretar la suspensió de tots els deutes públics el 17 de juliol de 1861 i anul·lar qualsevol possible pagament com el Tractat Mon-Almonte, promulgat a París entre Alejandro Mon y Menéndez i Juan Nepomuceno Almonte per a la ratificació per pagaments monetaris als deutes endarrerits d'Espanya i pels assassinats d'espanyols a San Vicente i San Dimas, fins i tot les contretes amb les nacions estrangeres, sent un fet molt notable, perquè va ser la causa determinant de l'arribada a Mèxic dels representants d'Anglaterra, França i Espanya, amb els seus respectius exèrcits a reclamar el pagament dels seus respectius deutes, per tal raó, 51 diputats li van demanar la renúncia de Benito Juárez Garcia com a president i promoure a Jesús González Ortega com el nou president de Mèxic, però altres 54 diputats li van demanar a Benito Juárez Garcia que no renunciï el càrrec, mentrestant els secretaris Guerra i de Relacions Exteriors de Benito Juárez Garcia destitueixen a tots els conservadors a l'estranger en representació de la legació mexicana just després que el president Miguel Miramón y Tarelo i els seus secretaris van viatjar a Europa per reunir-se amb Napoleó III, d'entre els delegats destituïts pels secretaris de Benito Juárez Garcia estaven Juan Nepomuceno Almonte i José Manuel Hidalgo.
Els ministres d'Anglaterra i França van trencar relacions amb el govern mexicà liberal de Benito Juárez Garcia, mentre que el govern mexicà conservador per José Manuel Hidalgo, Juan N. Almonte i José Gutiérrez de Estrada aconsegueixen les primeres instàncies per establir una monarquia a Mèxic per al monarca Maximilià d'Habsburg, que durant la primera proposta de la corona de Mèxic a Maximilià, ell va proposar quatre condicions.
1. Que ho triés la major part dels mexicans.
2. Que Napoleó III li prestés l'auxili del seu exèrcit.
3. Que el seu germà Francesc Josep I, emperador d'Àustria, aprovés la proposta.
4. Que ho aprovés també el seu pare polític, el rei de Bèlgica.

Juan Nepomuceno Almonte arriba a Espanya per visitar al Ministre de Justícia Fernando Calderón Collantes per comunicar-li sobre l'establiment de la monarquia a Mèxic i la candidatura de Maximilià, i dies després arribo a França per visitar a Maximilià al Castell de Miramar, on Maximilià li va encomanar activitats per al seu retorn a Mèxic l'1 de març de 1862, aconseguint amb això, l'arribada de vaixells francesos i la sortida immediata de Benito Juarez amb el seu exèrcit i la majoria dels liberals residents de la capital de la República. El 25 de juny de 1863 es va instal·lar la Suprema Junta Governativa i la Regència composta per tres regentis i dos suplents, Juan Bautista Ormaechea i José Ignacio Pavón, i ratificades per Maximilià I l'11 de juliol de 1863

## Ministre
El 18 de juliol es va instal·lar l'Assemblea de Notables per la Suprema Junta Governativa per a presentar l'estatus sobre la nova forma de govern de Mèxic sota el sistema monàrquic.
1. La nació mexicana adopta per forma de govern la monarquia moderada, hereditària, amb un príncep catòlic.
2. El sobirà prendrà el títol d'Emperador de Mèxic.
3. La corona imperial de Mèxic s'ofereix al príncep Maximilià d'Habsburg, arxiduc d'Àustria, per a si i els seus descendents.
4. En el cas que per circumstàncies impossibles de preveure, l'arxiduc Maximilià no arribés a prendre possessió del tron que se li ofereix, la nació mexicana es remet a la benevolència de Napoleó III, emperador dels francesos, perquè li indiqui un altre príncep catòlic.[7]

El 3 d'octubre de 1863 la Comissió de Notables va arribar al Castell de Miramar per convidar a Maximilià cap a Mèxic per mitjà d'un discurs pronunciat per Gutiérrez de Estrada, al que va contestar l'arxiduc amb un altre discurs, en el qual va dir que no viatjaria ni acceptaria la corona fins que li presentessin els vots de la majoria dels mexicans, encara que també Maximilià d'Habsburg va demanar a Gutiérrez de Estrada que li presentés individualment a tots els membres de la Comissió de Notables.
El 10 d'abril de 1864, Maximilià va designar els ministres de govern i els ministres plenipotenciaries, a més va ratificar el restabliment de l'Orde de Guadalupe fet per la regència, on Juan Nepomuceno Almonte és nomenat com primer ministre de l'imperi mexicà